# Tout pour l'amour
Tout pour l'amour és una pel·lícula musical alemanya de 1933 dirigida per Henri-Georges Clouzot i Joe May, protagonitzada per Jan Kiepura, Claudie Clèves i Charles Dechamps.
Els decorats de la pel·lícula van ser dissenyats per Werner Schlichting.

## Sinopsi
Un cantant tenor coneix una noia i s'enamora d'ella. No obstant això, ella està a punt de casar-se amb el director d'òpera. El dia del casament, ella fuig amb el cantant.

## Repartiment
- Jan Kiepura com a Ricardo Gatti
- Claudie Clèves com a Lixie
- Charles Dechamps com el baró Kleeberg
- Lucien Baroux com a Charlie
- Betty Daussmond com a mare
- Pierre Magnier com a pare
- Charles Fallot com a porter de l'hotel
- Jean Martinelli com a Théo
- Colette Darfeuil com a senyora de Monbijou
- Anna Lefeuvrier